# Defraggler
Defraggler ist ein in der Grundversion kostenloses Programm zur Defragmentierung von NTFS- und FAT32-Dateisystemen unter Microsoft Windows. Es ist ab Windows XP lauffähig und unterstützt auch 64-Bit-Systeme.
Das Programm bietet die Möglichkeit, die Defragmentierung zu bestimmten Zeiten wie beispielsweise beim Login oder bei Leerlauf des Computers zu starten. Ebenso kann Defraggler auch bestimmte Dateien oder Ordner defragmentieren. Defraggler ist ein kompaktes Programm, die portable Version ist z. B. auf USB-Sticks lauffähig.
Auf der Downloadseite sind unter dem Link Builds drei verschiedene Versionen des Programms zu finden. Neben der Desktopinstallation sind eine Slim- und eine portable Version vorhanden.

## Testberichte
Defraggler hat von der Website Softpedia 5 von 5 Wertungspunkten erhalten. In einem Test von Computer Bild, Ausgabe 12/2009, war es das beste Defragmentierungstool für Windows Vista und der Preis-Leistungs-Sieger für Windows XP. Defraggler war im Dezember 2010 Download der Woche bei bild.de. Dabei wird als „Pluspunkt“ hervorgehoben: „Neben kompletten Laufwerken ist auch die gezielte Defragmentierung von einzelnen Dateien und Ordnern möglich.“
Tecchannel lobt ebenfalls, dass sich einzelne wenige Festplattenbereiche gezielt aufräumen ließen und Defraggler dadurch schneller als andere Programme sei. Computer – das Magazin für die Praxis vergab in der Ausgabe 9/2011 die Note sehr gut und urteilte über die Version 2.06: „Programme zur Defragmentierung gibt es viele, aber der ‚Defraggler‘ von Piriform ist das einzige Programm, das gezielt einzelne Dateien bearbeiten kann.“